# Neogene
Neogene is een geslacht van vlinders uit de familie pijlstaarten (Sphingidae).

## Soorten
- Neogene albescens Clark, 1929
- Neogene carrerasi (Giacomelli, 1911)
- Neogene corumbensis Clark, 1922
- Neogene curitiba Jones, 1908
- Neogene dynaeus (Hubner, 1927)
- Neogene intermedia Clark, 1935
- Neogene pictus Clark, 1931
- Neogene reevei (Druce, 1882)
- Neogene steinbachi Clark, 1924